# Koeleria glauca
Koélérie bleue, Koelérie glauque, Koelérie des sables
Espèce
Classification phylogénétique
Synonymes
- Koeleria cristata var. glauca(Spreng.) Trab. (1884)[1]
- Aira glauca Spreng.[1]

Koeleria glauca, de nom commun Koélérie bleue, Koelérie glauque ou Koelérie des sables, est une espèce d'herbe eurasiatique de la famille des Poaceae et du genre Koeleria.

## Description
La koélérie bleue est une graminée vivace qui forme des coussinets denses et bleu-vert. Les chaumes et les pousses de renouvellement sont épaissis en forme d'oignon. Deux ou trois pousses de renouvellement sont recouvertes ensemble par une couverture de gaines de feuilles mortes qui se désintègrent en bandes parallèles. Les tiges mesurent en moyenne de 20 à 50 centimètres de haut, jusqu'à 90, fortes, droites ou ascendantes, parfois chauves dans la partie inférieure, mais au moins dans la partie supérieure courtes et légèrement poilues. Chaque tige a trois à quatre nœuds qui sont nus. La ligule est un bord membraneux cilié de 1 mm de long, en forme de collier. Les limbes des feuilles mesurent de 2 à 5 cm de long et 1 à 2 mm de large, ils sont rigides, recourbés, très rugueux des deux côtés et pointus sur les bords. La panicule de la fleur mesure de 2 à 12 cm de long et de 6 à 15 mm de large, plus ou moins dense, cylindrique, blanc verdâtre ou blanc jaunâtre. Les branches latérales sont courtes, rarement 25 mm de long. Les épillets ont 2 à 3 fleurs, mesurent de 5 mm de long. Le bas des glumes est à un nerf, le supérieur à trois nerfs. Les lemmes sont à trois nervures, de 3,2 à 4 mm de long, arrondis au sommet, mais parfois avec une pointe d'arête de 1 mm de long. La paléa est à deux nervures et brièvement ciliée sur les carènes saillantes. Les anthères mesurent de 1,5 à 2 mm de long.
La période de floraison va de juin à juillet, moins souvent jusqu'en août.
Le nombre de chromosomes est 2n = 14, plus rarement 28, 42 ou 70.

## Répartition
La koélérie bleue se trouve de l'Europe à la Mongolie. L'espèce est répandue dans les zones de sable de l'Europe de l'Est et s'étend vers l'ouest jusqu'à l'Elbe et également sur les îles de la Frise orientale. Il s'agit principalement de pelouses sablonneuses, des dunes intérieures, des sols sableux chauds, secs, maigres, riches en bases, principalement calcaires, neutres, riches en humus, faiblement drainés avec peu de sol fin.

## Écologie
L'espèce qui accompagne Koeleria glauca est souvent Racomitrium canescens.
Elle pousse souvent avec le serpolet, Corynephorus canescens, Cerastium semidecandrum, Helichrysum arenarium, Jurinea cyanoides.
Elle est une plante hôte pour la chenille de Elachista gregori (en), Elachista argentella, Elachista herrichii.